# آمان (سرزمین میانه)
آمان یک مکان خیالی در رشته‌افسانه‌های تالکین است که به آن سرزمین‌های نامیرا یا همواره زنده، یا قلمروی مبارک نیز می‌گویند. آمان سرزمین والار و سه خانوادهٔ بزرگ الف‌ها: وانیار، برخی از نولدور و برخی از تلری است.

## موقعیت
آمان قاره ای است که در غرب دور سرزمین میانی در آن سوی اقیانوس بلگائر واقع شده است. جزیرهٔ تول ارسئا درست در ساحل شرقی آن جای دارد. در پایان دورهٔ دوم، آمان از سطح زمین ناپدید شد و به قلمروی دیگر پیوست که دیگر با ابزارهای معمول سفر، امکان رفتن به آنجا وجود ندارد.

## نقاط مهم

### الدامار
الدامار به معنی «سرزمین الف‌ها» است که منطقه ای ساحلی در آمان است و توسط الف‌ها بنا نهاده شده است. الدامار بخشی از والینور بود. معنی واژه ای آن، «سرزمین والار» است. در رمان هابیت به آن فائری گفته می‌شود. در این منطقه جنگل‌های خوبی وجود دارد.
گسترهٔ الدامار روشن نیست اما فاصلهٔ میان خلیج الدامار و کوهستان پلوری چند ده مایل است.

### کالاکیریا
[[پرونده:|بندانگشتی]]
کالاکیریا (به زبان کوئنیا: Calacirya) به معنی شکاف روشن، گذرگاهی در کوهستان پلوری است. کالاکیریا در شمال تانیکتیل جایی که شهر الفی تیریون بر روی تپهٔ تونا بنا شده، قرار دارد. پس از آنکه والینور پنهان شدند، این راه خروج را نگه داشتند. والار می‌خواستند کل کوهستان را ببندند و آن را تبدیل به یک منطقهٔ بسته کنند اما الف‌ها و حتی وانیار نیاز به تنفس هوای بیرون داشتند از این رو کالاکیریا را باز نگه داشتند همچنین آنها نمی‌خواستند به‌طور کامل وانیار و نولدور را از تلری در ساحل جدا کنند.
در عبارت شکاف روشن، منظور از روشن، نوری است که از دو درخت وارد شکاف می‌شده و به فرای جهان می‌رسیده، دو درخت پیش از خورشید و ماه و غیر از ستارگان تنها منبع نورانی بودند.

### تیریون
تیریون شهر نولدور (و در دوره ای شهر وانیار) است که در بالای تپهٔ تونا ساخته شده است و رو به دو درخت قرار دارد. این شهر یک میدان مرکزی در بالای تپه داشت و برجی که میندون الدالیوا نام داشت و از ساحل دیده می‌شد.

### آلکوالونده
در زبان کوئنیا به معنی قوی آسمان، شهر اصلی تلری در ساحل شرقی والینور است. این شهر در شمال و شرق تیریون میان کالاکیریا و آرامان در شمال الدامار قرار داشت. این شهر از سنگ ساخته شده بود و سطح آن از مرواریدهایی که تلری از دریاها صید کرده بودند و گوهرهایی که نولدور بدست آورده بودند، پوشانده شده بود.
برج اولوه برادر تینگول در این شهر قرار داشت.